# Vincent Auriol
Jules Vincent Auriol (Revel, 27 augustus 1884 – Parijs, 1 januari 1966) was een Frans politicus. Hij was de eerste president van Frankrijk onder de Vierde Republiek van 1947 tot 1954.

## Begin loopbaan
Auriol werd geboren als zoon van een bakker. Hij studeerde rechten in Toulouse en Parijs en vestigde zich als advocaat in Toulouse. Onder invloed van Jean Jaurès, van wie hij in Toulouse les had gekregen, werd hij een overtuigd socialist. Hij sloot zich aan bij de socialistische partij Section française de l'Internationale ouvrière (SFIO) en was medeoprichter van de socialistische krant Le Midi Socialiste in 1908. Spoedig werd hij tot voorzitter van Vereniging van Journalisten van Toulouse gekozen.

## Socialistisch politicus
Bij de parlementsverkiezingen van 1914 werd Auriol voor de SFIO in de Kamer van Afgevaardigden verkozen (kiesdistrict Muret) in Haute-Garonne. Hij bleef dat tot 1940. Van 1925 tot 1946 was hij burgemeester van Muret. In 1920 koos de meerderheid binnen de SFIO om zich om te vormen tot een communistische partij. Auriol behoorde tot de minderheid die de SFIO onder haar oude naam en vorm verder zette onder leiding van Léon Blum.
Auriol werd de voornaamste woordvoerder financiën van de SFIO. Van 1924 tot 1926 was hij voorzitter van de Commissie voor Financiën van de Kamer van Afgevaardigden. Van 4 juni 1936 tot 22 juni 1937 was hij minister van Financiën in de Volksfront-regering van Léon Blum. In de tweede Volksfront-regering (22 januari 1937 tot 18 januari 1938), onder premier Camille Chautemps, was Auriol minister van Justitie. In het daaropvolgende, kortstondige kabinet-Blum II (13 maart tot 3 april 1938) was hij minister van Coördinatie van de diensten van de premier.

## Tweede Wereldoorlog
Auriol behoorde tot de 80 parlementsleden die op 10 juli 1940 in de Nationale Vergadering die in Vichy bijeenkwam, tegen het ontwerp stemden waarbij maarschalk Philippe Pétain de macht kreeg om een nieuw grondwettelijk regime te vestigen. Het Vichy-regime, dat toen ontstond, liet Auriol in september 1940 gevangen zetten. In augustus 1941 mocht hij om gezondheidsredenen de gevangenis verlaten, maar hij werd onder huisarrest geplaatst. Ondertussen onderhield hij contacten met de clandestiene socialistische beweging.
In oktober 1942 wist hij te ontsnappen en sloot hij zich bij het verzet aan. Hij vluchtte in oktober 1943 naar Groot-Brittannië waar hij zich bij de Vrije Fransen van Charles de Gaulle aansloot. Kort daarop trad hij toe tot de Voorlopige Consultatieve Vergadering, een soort voorlopig parlement dat in Algiers zetelde. Auriol werd voorzitter van de commissie voor Financiën. In juli 1944 woonde hij namens Frankrijk een zitting van de Conferentie van Bretton Woods bij.

## Naoorlogse periode
Op 21 november 1945 werd Auriol minister van Staat (minister zonder portefeuille) in de tweede voorlopige regering van generaal de Gaulle. Intussen was hij voorzitter van de algemene raad van zijn departement (Haute-Garonne) geworden en bij de verkiezingen van 21 oktober verkozen in de Grondwetgevende Vergadering. Kort nadat de regering-de Gaulle begin 1946 aftrad, werd Auriol voorzitter van deze Vergadering, die een nieuwe grondwet voor de nieuwe Vierde Franse Republiek moest opstellen.
Nadat een eerste grondwetsontwerp in een referendum was verworpen, volgden op 21 juni 1946 verkiezingen voor een tweede Constituante, waar Auriol eveneens voorzitter van was. Die Vergadering stelde een grondwet op die wel aanvaard werd door de bevolking. Na nog eens nieuwe verkiezingen 3 december 1946 werd Auriol de eerste voorzitter van de Nationale Vergadering van de nieuwe Vierde Republiek.

## President van de Republiek
Op 16 januari 1947 vond de verkiezing plaats van de eerste president van de Vierde Republiek. Dat gebeurde door de leden van beide kamers van het Parlement. Vincent Auriol was de grote favoriet, omdat hij de steun had van zowel zijn eigen SFIO als van de communisten, die hun eigen kandidaat hadden teruggetrokken. Hij werd in de eerste ronde verkozen met 452 van de 876 uitgebrachte stemmen, tegen 242 stemmen voor Auguste Champetier de Ribes van de christendemocratische Mouvement Républicain Populaire, 122 voor de radicaal Jules Gasser en 60 voor Michel Clemenceau van de centrumrechtse Parti Républicain de la Liberté, terwijl zeven stemmen op andere namen werden uitgebracht.
Vincent Auriol werd daarmee de eerste socialistische president van Frankrijk.
Vergeleken met zijn voorgangers speelde Auriol zijn ceremoniële rol als staatshoofd met een opvallende eenvoud, wat overeenstemde met zijn afkomst en zijn zuidelijk accent. Zo droeg hij bij plechtigheden vaak geen gelegenheidskledij. Hij aarzelde niet om stiekem en zonder bewaking naar een cabaret of theater te gaan. Onder zijn bewind kreeg zijn ambtswoning, het Elysée, een opknapbeurt.
Auriol was zoals veel linkse politici voorstander geweest van het afschaffen van de functie van president. Eenmaal verkozen wilde hij zich niet tot een symbolische rol beperken. De zeer beperkte rol die de nieuwe grondwet hem gaf, buitte hij maximaal uit. Zijn bevoegdheid om de ministerraad voor te zitten gebruikte hij om regelmatig tussen de komen in de besprekingen en zijn mening te geven aan ministers die vaak veel minder ervaring hadden als hij. Bij de talrijke regeringsvormingen die plaatsvonden, aarzelde hij niet om druk uit te oefenen op de partijen om tot een oplossing te komen.
Kort nadat hij president was geworden nam de politieke instabiliteit in Frankrijk toe toen de communisten in mei 1947 de regering verlieten. Auriol had zelf druk uitgeoefend opdat de communisten zouden opstappen. Er braken als gevolg daarvan stakingen uit die gesteund werden door de door communisten geleide vakbond Confédération Générale du Travail. Auriol stond achter het besluit van het kabinet om 80.000 reservisten in te zetten tegen de "rebellie". De stakingen eindigden op 10 december 1947, maar herleefden weer in 1948 en in 1953.
Omdat de communisten al die tijd de grootste partij in Frankrijk waren, was de parlementaire basis om te regeren beperkt. Die basis werd nog kleiner toen het gaullistische Rassemblement du Peuple français een factor van belang in het parlement werd.
Onder zijn zevenjarig ambtstermijn fungeerden liefst 17 regeringen, waarvan elf het geen half jaar uithingen.
Auriol zag zijn rol als president vooral als verdediger van de staat en de instellingen. Hij had ook een zekere invloed op de buitenlandse politiek. Hij toonde zich een voorstander van de NAVO, maar was tegen de oprichting van de Europese Defensiegemeenschap en tegen de herbewapening van Duitsland.
Tijdens Auriols presidentschap begon de Indochina-oorlog (1946) en braken er opstanden uit elders in het Franse koloniale rijk: Madagaskar (1947); Marokko (1953); Tunesië (1952).
Auriol was de eerste Franse president die toespraken op de radio hield. Hij maakte ook veelvuldig gebruik van zijn gratierecht. Zowat 2/3 van alle terdoodveroordeelden werden door hem begenadigd. Ook veroordeelde collaborateurs en leiders van de opstand op Madagaskar kregen van hem strafvermindering.

## Na zijn presidentschap
Bij de presidentsverkiezing van begin 1954 was Auriol geen kandidaat voor een tweede termijn. Hij was zeer populair, maar de meeste partijen vonden dat hij zich te veel met regeringszaken moeide. Auriol zelf had er ook weinig zin meer in. "Het werk was dodelijk", zo zei hij eens over de voortdurende regeringscrisissen. Zijn vrouw zou later vertellen dat hij na zijn vertrek nooit meer met haar over het Élysée zou praten, omdat het verblijf aldaar voor hen pijnlijk was geweest.
Na het einde van zijn ambtstermijn bleef Auriol actief, onder meer als schrijver van politieke artikelen. In 1955 was hij voorzitter van een conferentie van de Verenigde Naties tegen vooroordelen en discriminatie.
In 1958 steunde hij de politieke comeback van generaal de Gaulle. Hetzelfde jaar verliet hij de SFIO omdat hij het niet eens was met de toenmalige partijleider Guy Mollet. Hij steunde de oprichting van de nieuwe Parti Socialiste Autonome.
Als oud-president werd hij onder de grondwet van de Vijfde Republiek van rechtswege lid van de nieuwe Grondwettelijke Raad. In 1960 stapte hij echter op als lid van deze raad, omdat hij vond dat diens bevoegdheden en die van het parlement door de Gaulle te beperkt werden gehouden.
In 1965 steunde hij François Mitterrand als presidentskandidaat van verenigd links. Het werd zijn laatste politieke optreden.
Vincent Auriol overleed op 1 januari 1966 in Parijs. Hij werd begraven in zijn politieke thuisbasis Muret.

## Werken
- Hier et Demain (Charlot, 1941)